# 忻伟明
忻伟明（1957年—），浙江鄞县人，汉族，中华人民共和国政治人物、第十一届全国政协委员。
加入中国国民党革命委员会，担任民革中央委员、上海市副主委、上海市卢湾区副区长。2008年，当选第十一届全国政协委员，代表中国国民党革命委员会，分入第三组。
2008年10月，忻伟明带团前往法国考察，在回国之际突然失联，忻自称“去见朋友”，但并未按原定行程随团返国。11月1日，媒体报道忻已回到上海，卢湾区当局解释称忻其为了治疗颈椎病而滞留法国，并且已提前请假获准，但这一说法遭到外界质疑。随后忻伟明提出辞职。